# Ratusz w Krakowie
Ratusz w Krakowie (istniejący w latach ok. 1300–1820) – budowla wzniesiona na przełomie XIII i XIV wieku, dziś nieistniejąca, jedna z najstarszych w Polsce siedzib władz miejskich w średniowieczu i czasach nowożytnych. 
Budynek był położony w południowo-zachodniej części Rynku, prostopadle do Sukiennic, zburzony został w 1820 roku. Współczesna szczegółowa rekonstrukcja poza materiałem archeologicznym (wykopaliska prowadzone w latach 2005–2006), dokonana została w oparciu o plan miejski (nazywany "Planem Dominika Pucka") z 1787 roku, którego autorem był miejski geometra Dominik Pucek (1723–1789) oraz liczny materiał ikonograficzny (m.in. krakowski Rynek uwieczniony został na trzech obrazach Michała Stachowicza, z których dwa dotyczyły insurekcji kościuszkowskiej, a trzeci pochodu na Rynku w dniu składania homagium ks. Karolowi Auerspergowi 17 sierpnia 1796 roku), jak też archiwalia miejskie (np. Schmaus von Livonegg, dyrektor ck dyrekcji budownictwa w Krakowie, wykonał w roku 1802 inwentaryzację rysunkową i projekty przebudowy ratusza; poza tym liczne akta ławnicze, wójtowskie, radcowskie, księgi rachunkowe, rejestry podatkowe, księgi wiertelnicze i akta cechowe).

## Zespół zabudowań ratuszowych

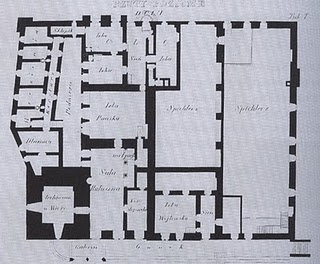
Plan ratusza, wieży, spichlerza i kabatów z 1802, według J. Brodowskiego

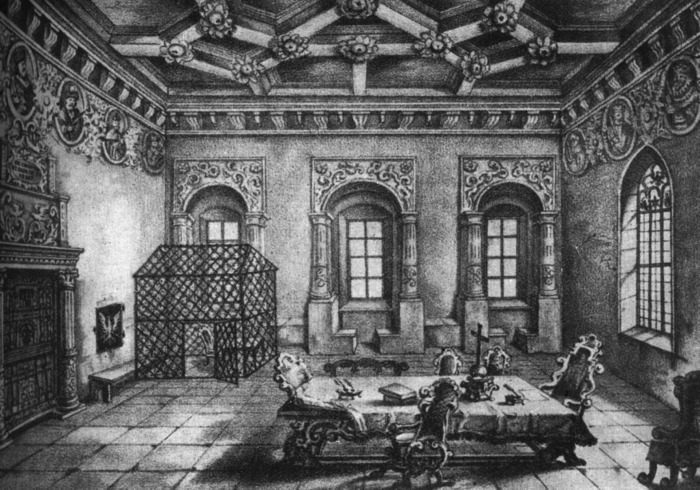
Izba Pańska w ratuszu krakowskim

Ratusz stanowiła kamienna, początkowo dwukondygnacyjna (później trzykondygnacyjna) budowla wzniesiona na planie prostokąta o wymiarach 30 na 10 metrów. Do budynku od południowego wschodu przylegała wieża ratuszowa, przestrzeń pomiędzy ratuszem a wieżą zajmował wewnętrzny dziedziniec, zamknięty z dwóch pozostałych stron przez mur z galerią dla straży i kabaty/kazamaty czyli więzienie. Do ratusza od strony północnej przylegał spichlerz, a od południowej – wieża ratuszowa. Główne wejście do ratusza znajdowało się od strony Sukiennic. Nad bramą wisiały trzy kamienne tarcze z herbami Rzeczypospolitej, Wielkiego Księstwa Litewskiego i Krakowa. We wnętrzu ratusza na parterze znajdowała się obszerna sień z kominkiem, schodami i drzwiami do Izby Pańskiej.
Najważniejsze pomieszczenia dawnego ratusza to: 
- Izba Rady, zwana Izbą Pańską (dodatkowo pełniła także funkcje sali sądowej), mieściła się ona na drugiej kondygnacji
- Izba Ławnicza (po pożarze Domu Ławników)
- Izba Kupiecka
- Izba Wójtowska
- Sala Ratuszna
- Gmach Królewski
- kabaty ratuszowe (tzw. dłużnica miejska)
- dziedziniec straceń – między kabatami i ratuszem (służył za miejsce straceń)
- kaplica ratuszowa
- inne izby

Krakowski ratusz był obiektem jak na owe czasy bardzo kompleksowym – w skład ratuszowego zespołu budynków wchodziły następujące zabudowania:
- wieża ratuszowa
- odwach ratuszowy
- piwnica miejska
  - kazamaty ratuszowe z tortornią
  - Piwnica Świdnicka
- spichlerz miejski
- arsenał miejski
- Dom Notariusza
- Dom Ławników (po jego pożarze przekształcono w Izbę Ławniczą)
- smatruz
- arkadowy ganek pełniący rolę trybuny (od wschodu, czyli od Sukiennic)

## Historia
- Początki: XIV – XV wiek

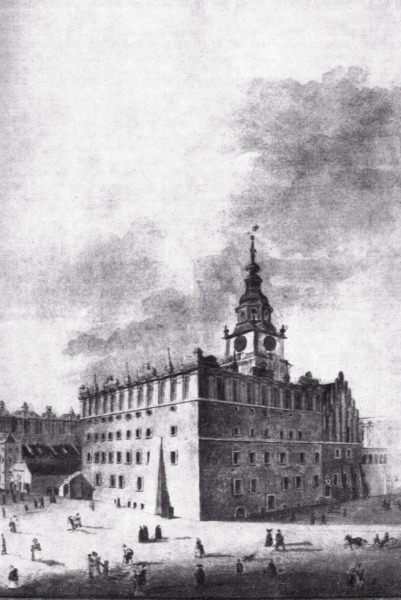
Spichlerz Miejski, za nim Ratusz i Wieża Ratuszowa (XVIII/XIX w.)

Krakowski ratusz wzniesiony został na przełomie XIII i XIV wieku, najstarsza informacja źródłowa o ratuszu pochodzi z 1313 lub 1316 roku. W 1384 roku wzmiankowano istnienie w ratuszu więzienia. W latach 1397–1399 wzniesiono Dom Notariusza. W drugiej połowie XIV wieku w wyniku przebudowy ratusz zyskał trzecią kondygnację, a także blendowane szczyty ze sterczynami, ośmioboczne wieżyczki na narożnikach, arkadowy ganek-loggia od wschodu, pełniący rolę trybuny. Na początku XV wieku zbudowano istniejącą do dzisiaj gotycką wieżę ratuszową.
- Rozwój: XVI – XVIII wiek

W latach 30. i 40. XVI w. ratusz zmodernizowano, zakładając wielkie okna w jego wschodniej elewacji. W 1547 roku od południa zbudowano nowe kabaty. W latach 1561–1563 wzniesiono zwieńczony w XVII wieku attyką Spichlerz. W 1678 roku powstało drugie piętro ratusza od strony wschodniej (mieszczące arsenał), nakryte dachem pogrążonym i zwieńczone attyką. Znajdował się tam balkon wsparty na dwunastu konsolach. Balkon ten zawalił się w 1702 roku, przygniatając szwedzkich żołnierzy. W 1713 roku wzmiankowano, że wieża ratusza grozi bliską ruiną, w związku z tym przemurowano część ścian, a w latach 1779-1780 usunięto gotyckie wykusze. Po 1782 roku wzniesiono klasycystyczny odwach przylegający do wieży ratuszowej. Przed 1782 rokiem zmianie uległo zwieńczenie, które nakryto nowym XVIII-wiecznym hełmem, w miejsce starego gotyckiego podobnego do zwieńczenia Wieży Mariackiej.
- Wyburzenie ratusza i odbudowa odwachu: XIX wiek

W dniu 1 marca 1817 roku na posiedzeniu Zgromadzenia Reprezentantów Wolnego Miasta Krakowa uchwalono m.in., co następuje: Ponieważ część gmachu starym Ratuszem zwanego od dawna na spichrze obrócona w stanie opustoszałym znajduje się; te więc spichrza mają być zburzonymi kosztem skarbu i materiał na fabrykę skarbową użyty. Gdy trzy lata później przystąpiono do realizacji tej uchwały, tj. do wyburzania spichlerza, mury właściwego ratusza zarysowały się na tyle poważnie, że musiano rozebrać i sam ratusz, zostawiając jedynie wieżę i obszerne piwnice. W 1820 roku ratusz został zburzony mimo pierwotnych zamiarów wyburzenia jedynie spichlerza. Niektóre elementy zabytkowe zostały zdeponowane w innych krakowskich budynkach (np. portal i drzwi z Izby Pańskiej od 1856 roku w Collegium Maius, galeria portretów sztalugowych z Izby Ławniczej w Instytucie Technicznym, następnie w Szkole Sztuk Pięknych, od 1913 roku w Sali Portretowej magistratu przy placu Wszystkich Świętych). Myśl o odbudowie ratusza kilkakrotnie powracała w ostatnich dekadach XIX i na początku XX w. W roku 1829 nastąpiła zagospodarowanie przestrzeni po zburzonych kabatach, wtedy też rozbudowano odwach. W latach 1881–1882 wzniesiono nowy, neogotycki odwach. 
- Remonty: XX – XXI wiek

7 sierpnia 1937 w ratuszu odsłonięto tablicę ze słowami Józefa Piłsudskiego z 10 października 1919.
Po II wojnie światowej, w 1946 zburzono neogotycki odwach utożsamiany z wrogim panowaniem austriackim oraz niemieckim. Obecnie po Krakowskim Ratuszu pozostała jedynie wieża ratuszowa wraz z piwnicami. Pozostałości te są systematycznie odnawiane i remontowane. Prace architektoniczne prowadzone były w następujących latach:
- 1962–1967 (odrestaurowanie piwnic)
- 1983–1987 (przebudowanie piwnic dla potrzeb ówczesnego Teatru Maszkaron, dzisiejsza Scena pod Ratuszem Teatru Ludowego)
- 1997–1998 (remont piwnic)

## Galeria

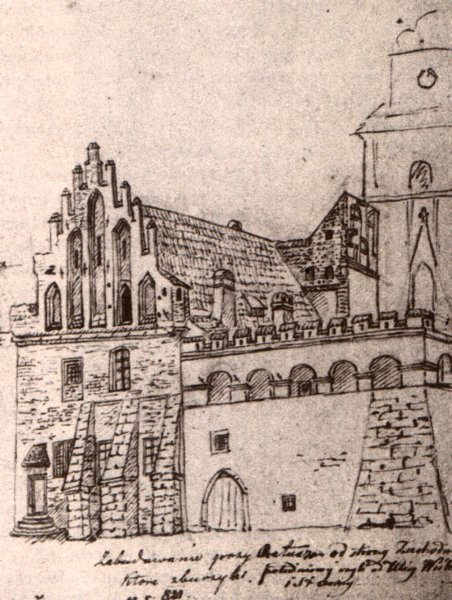
Ratusz Krakowski (widok od zachodu)
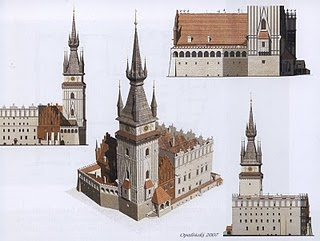
Ratusz Krakowski, ok. 1650 (makieta)
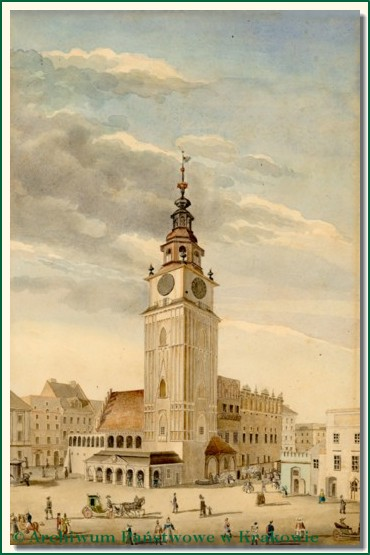
Ratusz Krakowski (akwarela Jana Stróżyckiego z 1849 r.
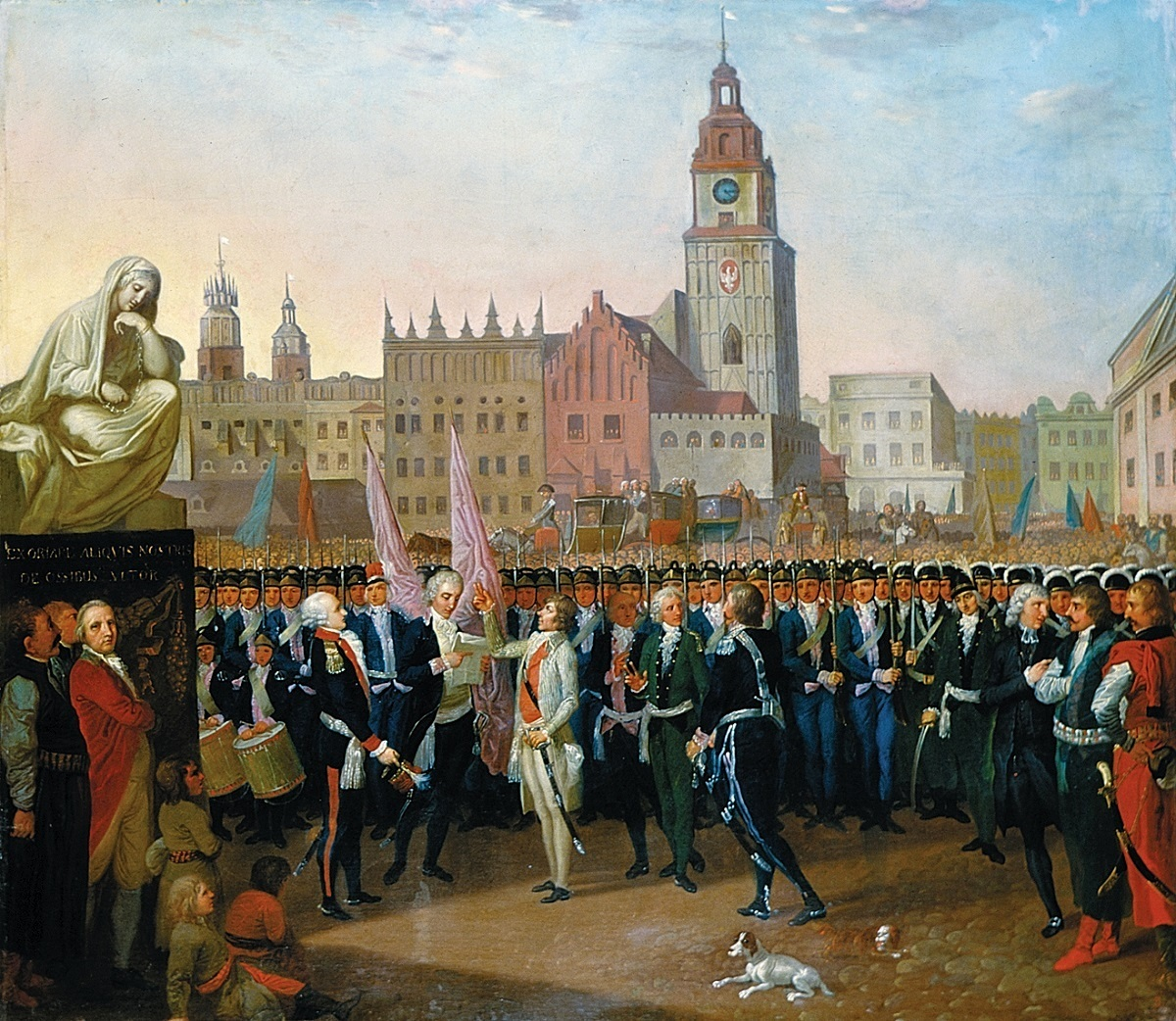
Ratusz Krakowski, 1794 (widok od zachodu)
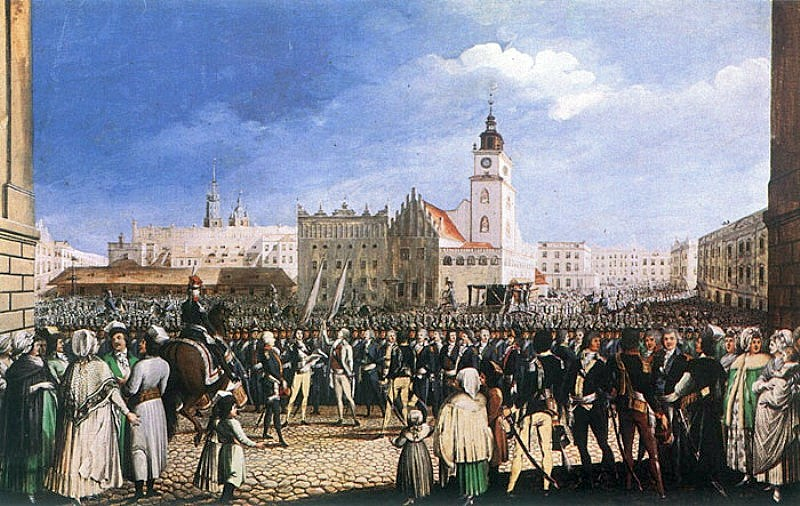
Ratusz Krakowski, 1794 (widok od zachodu)
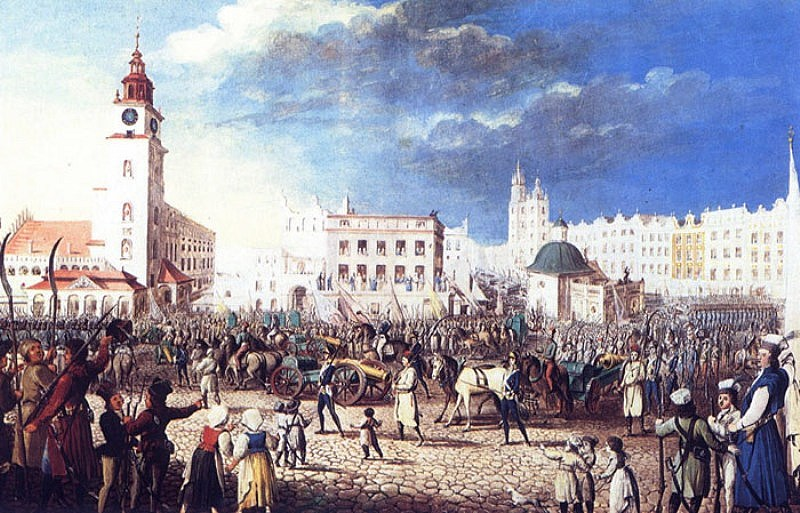
Ratusz Krakowski, 1794 (widok od południa)
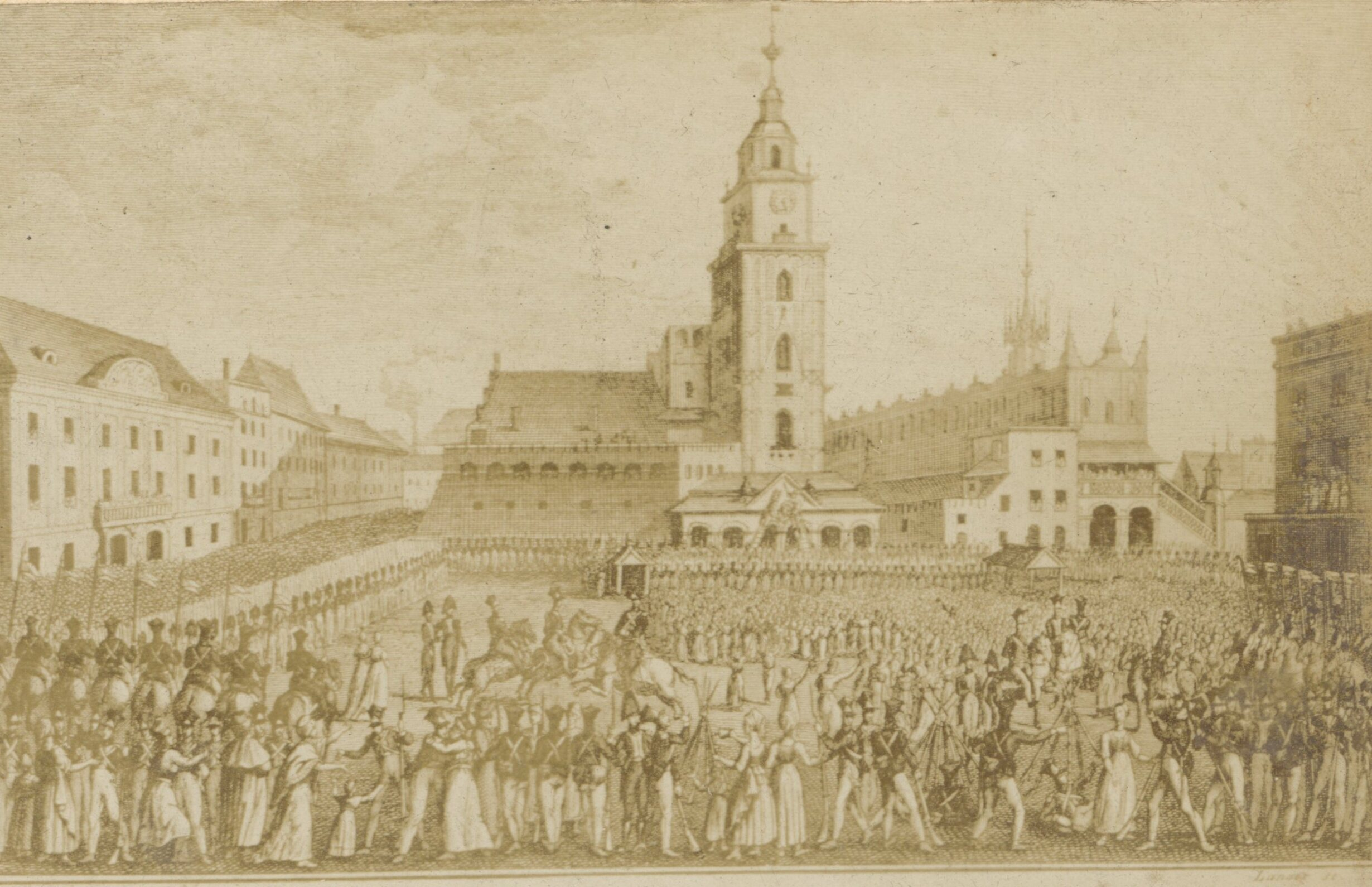
Ratusz Krakowski z Odwachem, 1809 (widok od południa)
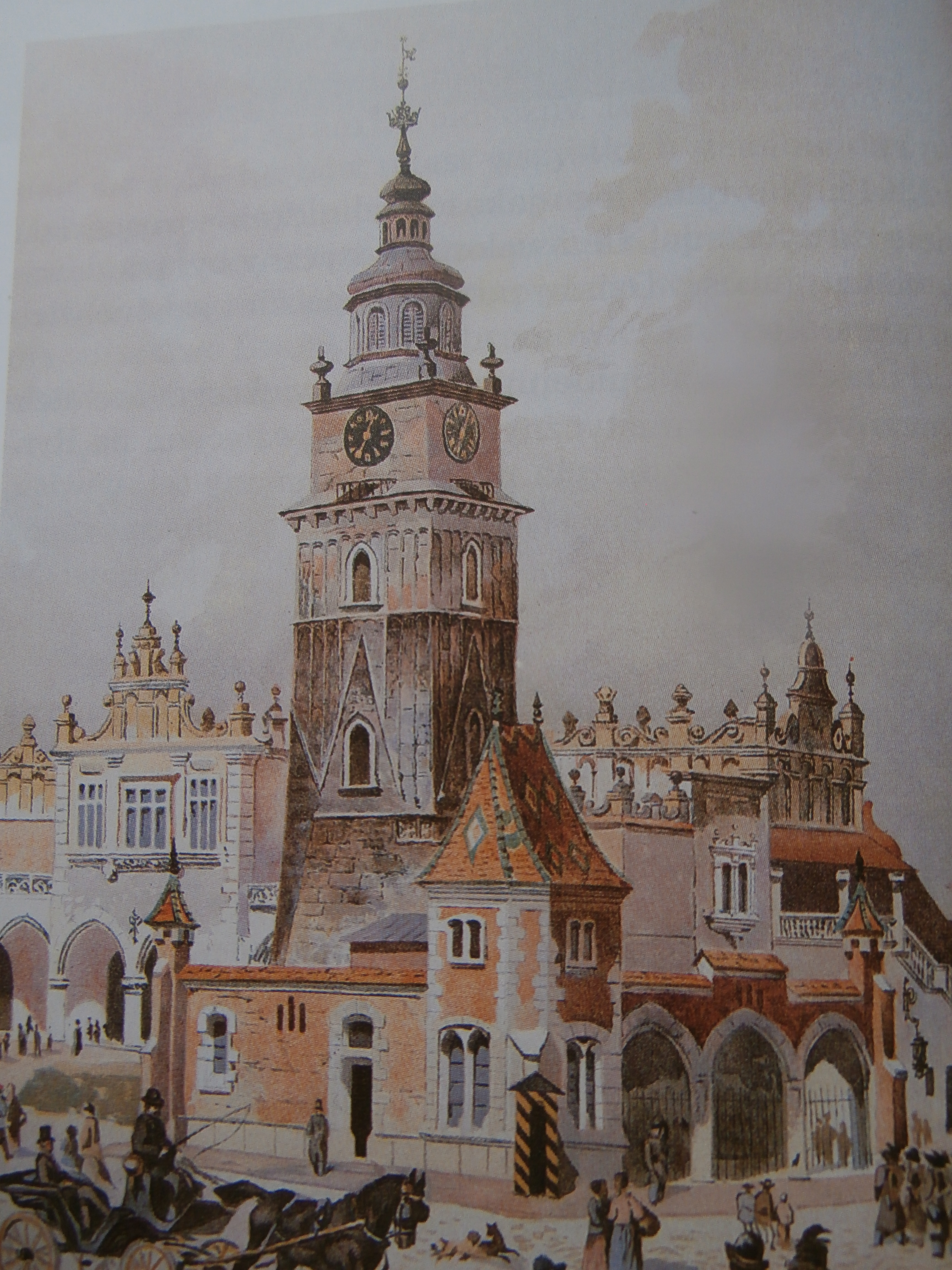
Widok na Wieżę Ratuszową, 1886 (widok od południowego zachodu)
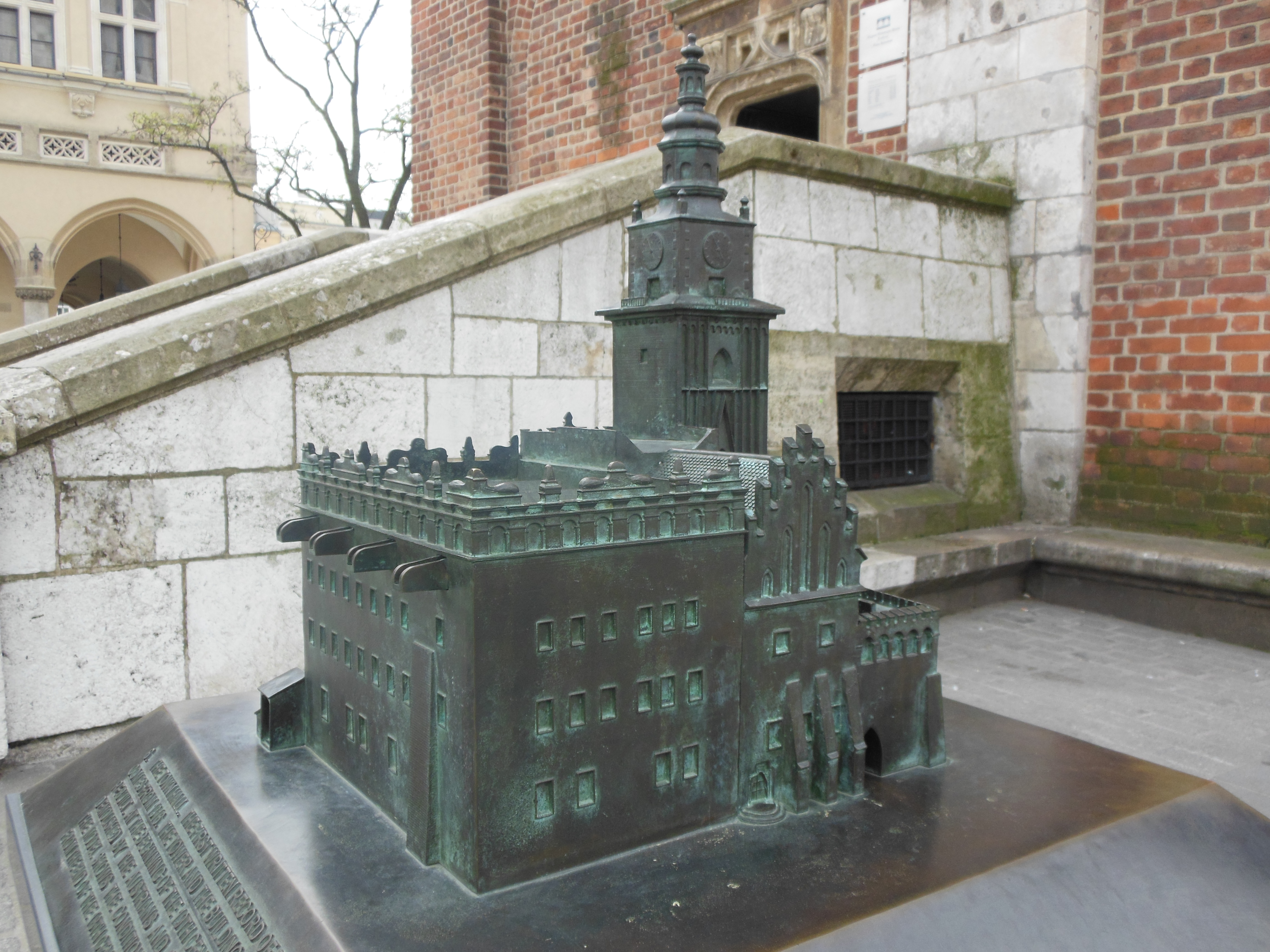
Makieta Ratusza znajdująca się obok Wieży Ratuszowej